# 325e division (Vietnam)

La 325e division vietnamienne, ou Sư đoàn 325 en vietnamien, est une unité militaire créée pendant la guerre d'Indochine par les forces vietminh pour lutter contre les troupes de l'Union française. L'unité fut officiellement créée le 11 mars 1951 en centre Annam.

## Chefs de corps
- Général Tran Quy Hai (commandant en chef et Commissaire politique)

## Organisation
La division est formée de 3 régiments d'infanterie ou Trung đoàn
- 18e régiment d'infanterie
- 95e régiment d'infanterie
- 101e régiment d'infanterie

## Sources et bibliographies
- Général Võ Nguyên Giáp, Mémoires 1946-1954 : Tome 1 à 3, Anako, 2003.
- Eric Deroo et Christophe Dutrône, Le Viêt-Minh, Les Indes savantes, 2008.  (ISBN 978-2-84654-145-9).